# Minutes du patrimoine
 (juillet 2023).
Si vous disposez d'ouvrages ou d'articles de référence ou si vous connaissez des sites web de qualité traitant du thème abordé ici, merci de compléter l'article en donnant les références utiles à sa vérifiabilité et en les liant à la section « Notes et références ».
Minutes du patrimoine (Heritage Minutes) sont des courts métrages de 60 secondes illustrant des moments importants dans l'histoire canadienne. Ils sont diffusés surtout à la télévision canadienne et dans les cinémas avant les films, dans l'une ou l'autre des deux langues officielles du Canada. Les minutes ont été introduites le 31 mars 1991 comme une partie d'un quiz historique par l'animateur populaire Rex Murphy.
Les 13 films originaux ont été édités et passent régulièrement dans les pauses publicitaires de Radio-Canada. La continuation des minutes et la production de nouveaux courts métrages a été réalisé par Charles Bronfman et Postes Canada. Le narrateur pour la version anglaise est Patrick Watson. Cependant, les capsules ont créé un certain malaise au Québec, en particulier dans la communauté des historiens, ces courts métrages étant, selon eux, souvent mensongère et ayant un but d'embellissement de l'histoire du Canada.
Le journaliste Normand Lester répliqua à cet embellissement en tentant de démontrer le côté sombre de l'histoire du Canada dans une trilogie littéraire, Le Livre noir du Canada anglais, qui lui valut d'être renvoyé de Radio-Canada.

## La liste des Minutes du Patrimoine
- Agnes Macphail demandant la réforme pénale
- Le développement de l'Avro CF-105 Arrow
- Louis-Hippolyte La Fontaine et Robert Baldwin qui bâtissent une coopération interlinguistique
- L'invention du basket-ball par James Naismith
- La dernière course du Bluenose
- L'art de Paul-Émile Borduas et la révolution tranquille
- Les orgues renommées de Joseph Casavant
- L'art de Émily Carr
- La quête de Emily Murphy pour l'équité des droits pour la femme
- Étienne Parent demande l'équité entre le français et l'anglais
- La planification de l'Expo 67
- Le député John Matheson regarde les candidatures pour le nouveau drapeau canadien
- John McCrae et ses poèmes
- La Nouvelle-France, sous le commandement de Louis de Buade de Frontenac, repousse les invasions britanniques de 1690
- Le Collège des Nouvelles Frontières éduque ceux qui sont loin des centres urbains
- L'Anglais Archie Belaney devient Grey Owl
- Vince Coleman sacrifie sa vie pour sauver un train de l'explosion de Halifax
- Louis-Joseph Papineau donne le droit égalitaire de religion aux juifs du Canada
- Un Inuksuk est bâti
- Jackie Robinson se joint à l'équipe des Royals de Montréal
- Jacques Plante devient le premier gardien de la LNH à porter un masque de hockey à temps plein
- Jennie Kidd Trout devient la première femme médecin au Canada
- John Cabot découvre les Grands Bancs de Terre-Neuve
- John Humphrey compose la Déclaration des Nations unies pour les droits de la personne
- L'inventeur Joseph-Armand Bombardier et ses débuts en Ingénierie
- Mary Travers devient une chanteuse populaire au Québec
- Laura Secord aide les Britanniques dans la guerre de 1812 en prévenant l'avance militaire américaine
- Thomas Eadi développe le Micro-ondes trans-canadiennes
- La première performance du O Canada
- La vie et l'exécution de Louis Riel
- La médecin Lucille Teasdale-Corti dévoue sa vie à la pauvreté en Afrique
- Guglielmo Marconi reçoit le premier signal radio trans-Atlantique à Terre-Neuve-et-Labrador
- Marion Orr, une femme pilote lors de la Seconde Guerre mondiale.
- Marshall McLuhan, philosophe canadien
- Sitting Bull
- Tom Longboat, coureur de fond Onondaga de la réserve des Six Nations, incarné par Joshua Odjick et réalisé par Jason Brennan, diffusé en juin 2022[1].